# Scottish Division One 1921-1922
La Scottish Division One 1921-1922 è stata la 32ª edizione della massima serie del campionato scozzese di calcio, disputato tra il 15 agosto 1921 e il 29 aprile 1922 e concluso con la vittoria del Celtic, al suo sedicesimo titolo.
Capocannoniere del torneo è stato Duncan Walker (St. Mirren) con 45 reti.

## Stagione

### Novità
Fu abolito l'ormai arcaico sistema delle ri-elezioni per decidere le partecipanti al massimo campionato e fu reintrodotta, dopo una sospensione dovuta alla prima guerra mondiale, la retrocessione automatica nella nuova seconda serie per le ultime classificate in campionato. Quest'anno a scendere di categoria furono le ultime tre, a fronte di una sola promozione con lo scopo di ridurre, dalla stagione successiva, il numero di squadre partecipanti a 20. Il campionato riprese il nome di Division One.
Altra importante novità fu l'abolizione del pari merito. Per dirimere eventuali parità di punti venne introdotto il quoziente reti.

## Classifica finale
Fonte:
|  | Pos. | Squadra             | Pt | G  | V  | N  | P  | GF | GS  | QR    |
|  | ---- | ------------------- | -- | -- | -- | -- | -- | -- | --- | ----- |
|  | 1.   | Celtic              | 67 | 42 | 27 | 13 | 2  | 83 | 20  | 4,150 |
|  | 2.   | Rangers             | 66 | 42 | 28 | 10 | 4  | 83 | 26  | 3,192 |
|  | 3.   | Raith Rovers        | 51 | 42 | 19 | 13 | 10 | 66 | 43  | 1,535 |
|  | 4.   | Dundee              | 49 | 42 | 19 | 11 | 12 | 57 | 40  | 1,425 |
|  | 5.   | Falkirk             | 49 | 42 | 16 | 17 | 9  | 48 | 38  | 1,263 |
|  | 6.   | Partick Thistle     | 48 | 42 | 20 | 8  | 14 | 57 | 53  | 1,075 |
|  | 7.   | Hibernian           | 46 | 42 | 16 | 14 | 12 | 55 | 44  | 1,250 |
|  | 8.   | St. Mirren          | 46 | 42 | 17 | 12 | 13 | 71 | 61  | 1,164 |
|  | 9.   | Third Lanark        | 46 | 42 | 17 | 12 | 13 | 58 | 52  | 1,115 |
|  | 10.  | Clyde               | 44 | 42 | 16 | 12 | 14 | 60 | 51  | 1,176 |
|  | 11.  | Albion Rovers       | 44 | 42 | 17 | 10 | 15 | 55 | 51  | 1,078 |
|  | 12.  | Morton              | 42 | 42 | 16 | 10 | 16 | 58 | 57  | 1,018 |
|  | 13.  | Motherwell          | 39 | 42 | 16 | 7  | 19 | 63 | 58  | 1,086 |
|  | 14.  | Ayr Utd             | 38 | 42 | 13 | 12 | 17 | 55 | 63  | 0,873 |
|  | 15.  | Aberdeen            | 35 | 42 | 13 | 9  | 20 | 48 | 54  | 0,889 |
|  | 16.  | Airdrieonians       | 35 | 42 | 12 | 11 | 19 | 46 | 56  | 0,821 |
|  | 17.  | Kilmarnock          | 35 | 42 | 13 | 9  | 20 | 56 | 83  | 0,675 |
|  | 18.  | Hamilton Academical | 34 | 42 | 9  | 16 | 17 | 51 | 62  | 0,823 |
|  | 19.  | Hearts              | 32 | 42 | 11 | 10 | 21 | 50 | 60  | 0,833 |
|  | 20.  | Dumbarton           | 30 | 42 | 10 | 10 | 22 | 46 | 81  | 0,568 |
|  | 21.  | Queen's Park        | 28 | 42 | 9  | 10 | 23 | 38 | 82  | 0,463 |
|  | 22.  | Clydebank           | 20 | 42 | 6  | 8  | 28 | 34 | 103 | 0,330 |

Legenda:
      Campione di Scozia.
      Retrocesse in Division Two 1922-1923.
Regolamento:
Due punti a vittoria, uno a pareggio, zero a sconfitta.
A parità di punti, le posizioni in classifica venivano determinate sulla base del quoziente reti.